# Gela Babluani
Gela Babluani, (en georgià: გელა ბაბლუანი) nascut el 1979 a Tbilisi (Geòrgia, aleshores a l'URSS), és un director i guionista georgià establert a França des de 1996.

## Biografia
Fill del director georgià Temur Babluani., ha residit a França des dels 17 anys.
El seu primer llargmetratge, 13 Tzameti va ser premiat a la 62a Mostra Internacional de Cinema de Venècia, on va rebre el Lleó del Futur, premi a la millor primera obra i el Premi Luigi De Laurentiis. També va guanyar el Gran Premi del Jurat a la millor pel·lícula de ficció estrangera al Festival de Cinema de Sundance de 2006.
L'Héritage, el seu segon llargmetratge, el tema del qual és la visió dels turistes francesos sobre una mena de vendetta tradicional a Geòrgia — va guanyar el Premi Especial del Jurat el 28 de gener de 2007 al Festival de Cinema de Sundance de 2007.
El 2010, va estrenar el remake estatunidenc de la seva pròpia pel·lícula 13 Tzameti, 13, protagonitzada per Alexander Skarsgård, Jason Statham i Mickey Rourke.

## Filmografia
- 2002 : À fleur de peau, curtmetratge
- 2005 : 13 Tzameti, llargmetratge
- 2006 : L'Héritage (llargmetratge codirigit amb el seu pare Temur Babluani)
- 2010 : 13
- 2017 : Money